# Sävasts distrikt
Sävasts distrikt är ett distrikt i Bodens kommun och Norrbottens län. Distriktet ligger omkring Sävast i södra Norrbotten.

## Tidigare administrativ tillhörighet
Distriktet inrättades 2016 och utgörs av en del av det område Bodens stad omfattade till 1971, en del som före 1967 utgjorde en mindre del av Överluleå socken.
Området motsvarar den omfattning Sävasts församling fick 1998 när församlingen bröts ut ur Överluleå församling.

## Tätorter och småorter
I Sävasts distrikt finns en tätort och en småort.

### Tätorter
- Sävast (del av)

### Småorter
- Sävastnäs